# Alexander Andreievich Svechin
Alexander Andreievich Svechin (em russo:  Александр Андреевич Свечин; Odessa, 17 de agosto de 1878 - 28 de julho de 1938) foi um líder militar russo e soviético, escritor militar, educador e teórico, e autor do clássico militar Estratégia.

## Vida pregressa
Svechin nasceu em Odessa, onde seu pai era um general do Exército Imperial Russo. Ele era de etnia russa. Seu irmão mais velho, Mikhail Svechin (1876-1969), era um oficial de cavalaria dos couraceiros que lutaram na Guerra Russo-Japonesa e na Primeira Guerra Mundial, e que depois juntou-se ao movimento branco na Guerra Civil Russa, e morreu na França em 1969.
O jovem Alexander Svechin estudou no Corpo de Cadetes de São Petersburgo, depois na Escola de Artilharia Mikhailovski, e se formou na Academia do Estado Maior russo, em 1903.

## Carreira militar
Svechin participou da Guerra Russo-Japonesa de 1904-1905, como comandante de companhia no 22º Regimento da Sibéria Oriental, e subsequentemente como oficial do estado-maior do 16º Corpo do Exército e um oficial do estado-maior do 3º Exército Manchu.
Após o início da Primeira Guerra Mundial , ele recebeu o comando do 5º Regimento de Rifles da Finlândia, e mais tarde foi nomeado Chefe de Gabinete da 7ª Divisão de Infantaria, comandante da Divisão Marinha do Mar Negro, general, em 1916, e chefe de gabinete do 5º Exército Russo.
Após a Revolução de Outubro, em março de 1918 ele se juntou aos bolcheviques e foi imediatamente nomeado comandante militar da região de Smolensk. Ele mais tarde se tornaria Chefe do Estado-Maior General do Exército Vermelho.
Em outubro de 1918, após desentendimentos com o comandante-em-chefe Jukums Vācietis, Svechin foi destituído de seu cargo e nomeado professor da Academia do Estado Maior do Exército Vermelho. A nova posição permitiu que Svechin combinasse seu talento como escritor com seu conhecimento de estratégia militar. Seu Estratégia tornou-se leitura obrigatória nas escolas militares soviéticas.
Em fevereiro de 1931, em um expurgo de ex-oficiais czaristas do Exército Vermelho, Svechin foi preso e sentenciado a 5 anos de prisão nos gulags. No entanto, em fevereiro de 1932, ele foi libertado e voltou à ativa como comandante de divisão no Exército Vermelho. Ele foi colocado em primeiro lugar na agência de inteligência do Estado Maior, e depois na Academia do Estado Maior do Exército Vermelho.

## Morte
Svechin foi preso novamente em 30 de dezembro de 1937. Seu nome foi incluído na lista nº 107, datada de 26 de julho de 1938, e assinada por Josef Stalin e Viacheslav Molotov. Em 29 de julho de 1938, ele foi condenado à morte pelo Colégio Militar da Suprema Corte da URSS, sob a acusação de "participar de uma organização contra-revolucionária" e "treinar terroristas".
Svechin foi executado em 29 de julho de 1938, e seu corpo foi enterrado na região de Moscou de Kommunarka. Ele foi reabilitado em 8 de setembro de 1956.
Seu nome aparece no ciclo de romances de Aleksander Soljenítsin, A Roda Vermelha.

## Publicações
- Strategy, editado por Kent D. Lee; ensaios introdutórios de Andrei A. Kokoshin et al. Minneapolis: East View Publications, 1992. ISBN 9781879944336.
- «ИСКУССТВО ВОЖДЕНИЯ ПОЛКА» (PDF). [A Arte da Liderança de Regimentos], Moscou, 1930 (em russo).